# Turistická značená trasa 1813
 Turistická značená trasa 1813, nazvaná také Kavinova cesta, je 16 km dlouhá modře značená krkonošská trasa Klubu českých turistů v okrese Trutnov spojující Malou Úpu a Obří sedlo. Její převažující směr je nejprve jihozápadní, poté západní a nakonec severní. Trasa se ve velké většině nachází na území Krkonošského národního parku.

## Popis trasy
Počátek trasy se nachází na rozcestí u kostela svatého Petra a Pavla v Malé Úpě. Rozcestím prochází jednak červeně značená Cesta bratří Čapků z Pomezních Bud do Trutnova a jednak žlutě značená trasa 7220 z chaty Jelenka do Spáleného Mlýna.
Trasa nejprve klesá po asfaltové komunikaci malebným západním úbočím Krakonošova údolí střídavě k jihu a jihozápadu do Spáleného Mlýna. Zde se nachází rozcestí jednak s již výše zmíněnou končící žlutě značenou trasou 7220, která je sem vedena alternativní trasou, a jednak se zeleně značenou trasou 4250 z Horního Maršova do Pece pod Sněžkou. Trasa 1813 opět po asfaltové komunikaci stoupá jihozápadním směrem východním úbočím Pěnkavčího vrchu na Janovy Boudy, kde se kříží se žlutě značenou Kubátovou cestou ze soutoku Úp na Sněžku. Trasa mění směr na západní a klesá jižním úbočím Pěnkavčího vrchu opět po asfaltové komunikaci nejprve lesem a poté loukou do Velké Úpy k dolní stanici lanové dráhy na Portášovy Boudy. Zde se nachází rozcestí se žlutě značenou trasou 7211 z Vlašských Bud nad Portášovy Boudy a s výchozí zeleně značenou trasou 4208 k Pražské boudě. S oběma vede trasa 1813 nejprve v souběhu.
Všechny trasy vedou nejprve asi půl kilometru k západu podél silnice II/296, poté trasa 1813 společně s 4208 přejdou přes Úpu a podél ní již trasa 1813 samostatně pokračuje proti jejímu proudu po místní komunikaci do Pece pod Sněžkou. V jejím centru se nachází rozcestí s červeně značeným Okruhem Zeleným a Modrým dolem, výchozí modře značenou trasou 1812 do Černého Dolu, již zmíněnou zeleně značenou trasou 4250 ze Spáleného Mlýna, na kterou zde navazuje stejně značená trasa 4206 do Šindlerova Mlýna a žlutě značenou trasou 7213 od Lesní boudy, na kterou navazuje stejně značená trasa 7215 na boudu Husovu.
Trasa 1813 vede nejprve v souběhu s trasou 0408 severním směrem na okraj zástavby Pece pod Sněžkou a dále pokračuje již samostatně po asfaltové komunikaci proti proudu Úpy k dolní stanici lanové dráhy na Sněžku. Zde se nachází rozcestí s výchozí žlutě značenou trasou 7236 do lokality Větrník. Trasa 1813 pokračuje dále severním směrem do Obřího dolu na rozcestí se žlutě značenou trasou 7212 do dolu Modrého. U místní kaple pak končí asfaltová komunikace a pokračuje lesní Kavinova cesta postupně se měnící v pěšinu a stoupající západním svahem Sněžky kolem bývalé Kovárny a přes Rudný potok do Obřího sedla, kde končí. Na rozcestí zde přímo navazuje modře značená trasa 1950 do Špindlerova Mlýna a prochází tudy červeně značená Cesta česko-polského přátelství ze Sněžky na Špindlerovku. Vzhledem k blízkosti polské hranice je možné navázat i na polské značené trasy.

## Kavinova cesta
Kavinovou cestou je nazýván úsek trasy 1813 od kaple v Obřím dole na Obří sedlo. Pojmenována je podle českého botanika Karla Kaviny (1890-1948). U cesty se nachází i jeho pamětní deska.

## Turistické zajímavosti na trase
- Kostel svatého Petra a Pavla v Malé Úpě
- Bouda Jana
- Lanová dráha Velká Úpa - Portášovy Boudy
- Kaplička ve Velké Úpě
- Kaple Panny Marie v Peci pod Sněžkou
- Lanová dráha Pec pod Sněžkou - Sněžka
- Socha Panny Marie v Obřím dole
- Obří důl
- Kaple v Obřím dole s expozicí zemních lavin
- Štola Kovárna
- Kavinova deska
- Rudná rokle
- Dixův kříž
- Vyhlídkové místo Obří sedlo
- Slezská bouda